# Carimañola
La carimañola o caribañola es un frito típico de Panamá y la Región Caribe de Colombia. Consiste en una fritura a base de masa de yuca cocida rellena de carne molida aliñada, queso fresco, pollo desmechado u otro relleno. 
Existen preparaciones semejantes en otros países latinoamericanos como Brasil, Ecuador, Costa Rica, Paraguay y República Dominicana.  En portugués se denomina bolinho de mandioca.

## Colombia
En la costa Caribe, las carimañolas están arraigadas en los departamentos del Atlántico, Bolívar y Córdoba, se comen al desayuno, como comida rápida popular, como refrigerio en cafeterías o como picada o entremés. Para el relleno se utiliza carne molida, pollo desmechado y queso costeño.

## Panamá
Es uno de los platos típicos del país. Se consume en el desayuno, conjuntamente con otros alimentos, también como plato de entrada o aperitivo en el almuerzo, asimismo como un bocadillo de las picadas que sirven en los restaurantes, consistente en una fuente con varias frituras como patacones, carimañolas, empanadas, chicharrones, embutidos, tasajo, tortilla, etcétera. El queso usado en los rellenos es el blanco. La misma también se rellena de carne molida o pollo.

## Preparaciones similares
La carimañola es parecida al enyucado costarricense, el cual incluye leche, harina y margarina en la masa a base de yuca.que combina los sabores del achiote con la yuca. La preparación incluye cocinar la carne con diversas especias y luego molerla. La yuca se cocina, se muele y se amasa con mantequilla para formar tortas rellenas de la carne sofrita. Finalmente, se fríen hasta dorar.
En Perú se prepara una fritura llamada yuquitas rellenas.  Un plato similar en Ecuador es el muchín de yuca que se prepara rallando la yuca. En Puerto Rico la yuca se ralla, no se cuece, y se denomina alcapurria de yuca.
En la región Andina de Colombia hay el pastel de yuca. En Bogotá, el relleno consiste en una mezcla de huevo duro picado, carne molida y arroz cocido. En Cúcuta, el relleno está compuesto por arroz cocido y carne molida.